# 사깨오주
사깨오주(태국어: สระแก้ว)는 태국의 주(창왓)의 하나이다. 이웃한 주는 남쪽부터 시계 방향으로 짠타부리 주, 차층사오 주, 쁘라친부리 주, 나콘랏차시마 주, 부리람 주가 있다. 동쪽은 캄보디아의 반테아이메안체이 주, 바탐방 주와 접한다.

## 지리
주의 북쪽은 동파야옌 산맥의 숲으로 덮여있다. 남쪽은 구릉성의 평야이고 대부분이 벌채되어 있다.
캄보디아와의 국경의 카르다몸 산맥에는 열대우림을 보호하기 위한 국립공원이 있다. 빵시다 국립공원은 1982년에, 따프라야 국립공원은 1996년에 설치되었다.

## 역사
사깨오는 1993년에 쁘라친부리 주의 사깨오 군, 클롱핫 군, 왕남옌 군, 아란야쁘라텟 군, 따프라야 군, 와타나나콘 군의 6군의 합쳐져 주가 되었다. 그래서 태국에서 암낫차른 주, 농부아람푸 주, 븡깐 주와 함께 가장 최근에 설치된 4개 주의 하나이다.
1979년에 사깨오 난민촌이 사깨오 북서쪽에 세워졌다.

## 행정 구역
주에는 8개의 암프(군)와 더 세부 행정구역인 53개의 땀본 그리고 474개의 무반 (행정 구역)이 있다.
| 1. 므앙사깨오군 2. 클롱핫군 3. 따프라야군 4. 왕남옌군 5. 와타나나콘군 | 1. 아란야쁘라텟군 2. 카오차깐군 3. 콕숭군 4. 왕솜분군 |